# Élections municipales de 2026 dans la Meuse
Pour un article plus général, voir Élections municipales françaises de 2026.
Les élections municipales dans la Meuse sont prévues en mars 2026. Cette page ne traite que les communes de 1 500 habitants et plus dans la Meuse.

## Résultats à l'échelle du département

### Maires sortants et maires élus
| Commune                     | Population (en 2022) | Maire sortant(e)      | Parti | Parti | Maire élu(e) | Parti | Parti |
| --------------------------- | -------------------- | --------------------- | ----- | ----- | ------------ | ----- | ----- |
| Ancerville                  | 2 583                | Jean-Louis Canova     |       | DVD   |              |       |       |
| Bar-le-Duc                  | 14 615               | Martine Joly          |       | PRV   |              |       |       |
| Belleville-sur-Meuse        | 3 023                | Marie-Paule Soubrier  |       | DVD   |              |       |       |
| Bouligny                    | 2 428                | Éric Bernardi         |       | PCF   |              |       |       |
| Commercy                    | 5 332                | Jean-Philippe Vautrin |       | DVD   |              |       |       |
| Cousances-les-Forges        | 1 644                | Francis Thirion       |       | SE    |              |       |       |
| Étain                       | 3 449                | Rémy Andrin           |       | ÉCO   |              |       |       |
| Euville                     | 1 635                | Alain Ferioli         |       | DVD   |              |       |       |
| Fains-Véel                  | 2 088                | Gérard Abbas          |       | LR    |              |       |       |
| Ligny-en-Barrois            | 3 696                | Jean-Michel Guyot     |       | DVD   |              |       |       |
| Montmédy                    | 2 018                | Pierre Léonard        |       | SE    |              |       |       |
| Revigny-sur-Ornain          | 2 600                | Pierre Burgain        |       | PS    |              |       |       |
| Saint-Mihiel                | 3 848                | Xavier Cochet         |       | MoDem |              |       |       |
| Stenay                      | 2 428                | Stéphane Perrin       |       | DVD   |              |       |       |
| Thierville-sur-Meuse        | 3 168                | Claude Antion         |       | DVD   |              |       |       |
| Vaucouleurs                 | 1 916                | Alexis Cochener       |       | DVC   |              |       |       |
| Verdun                      | 16 610               | Samuel Hazard         |       | PS    |              |       |       |
| Vigneulles-lès-Hattonchâtel | 1 581                | Jean-Claude Zingerle  |       | SE    |              |       |       |
| Void-Vacon                  | 1 606                | Sylvie Rochon         |       | DVC   |              |       |       |

### Résultats en nombre de maires
| Partis       | Partis                    | Maires sortants | Maires élus | Évolution |
| ------------ | ------------------------- | --------------- | ----------- | --------- |
|              | Divers droite             | 7               |             |           |
|              | Les Républicains          | 1               |             |           |
| Total droite | Total droite              | 8               |             |           |
|              | Divers centre             | 2               |             |           |
|              | Mouvement démocrate       | 1               |             |           |
|              | Parti radical             | 1               |             |           |
| Total centre | Total centre              | 4               |             |           |
|              | Parti socialiste          | 2               |             |           |
|              | Divers écologiste         | 1               |             |           |
|              | Parti communiste français | 1               |             |           |
| Total gauche | Total gauche              | 4               |             |           |
|              | Sans étiquette            | 3               |             |           |
| Total        | Total                     | 19              | 19          | -         |

## Résultats dans les communes de plus de 1 500 habitants

### Ancerville
- Maire sortant : Jean-Louis Canova (DVD), ne se représente pas[2].
- 23 sièges à pourvoir au conseil municipal (population légale 2022 : 2 583 habitants)
- 9 sièges à pourvoir au conseil communautaire (CC des Portes de Meuse)

| Tête de liste | Tête de liste | Parti(s) | Nuance | Premier tour | Premier tour | Second tour | Second tour | Sièges | Sièges |
| Tête de liste | Tête de liste | Parti(s) | Nuance | Voix         | %            | Voix        | %           | CM     | CC     |
| ------------- | ------------- | -------- | ------ | ------------ | ------------ | ----------- | ----------- | ------ | ------ |

### Bar-le-Duc
- Maire sortante : Martine Joly (PRV)
- 33 sièges à pourvoir au conseil municipal (population légale 2022 : 14 615 habitants)
- 22 sièges à pourvoir au conseil communautaire (CA Bar-le-Duc Sud Meuse)

| Tête de liste            | Tête de liste       | Parti(s) | Nuance | Premier tour | Premier tour | Second tour | Second tour | Sièges | Sièges |
| Tête de liste            | Tête de liste       | Parti(s) | Nuance | Voix         | %            | Voix        | %           | CM     | CC     |
| ------------------------ | ------------------- | -------- | ------ | ------------ | ------------ | ----------- | ----------- | ------ | ------ |
|                          | Benoît Dejaiffe     | DVG      |        |              |              |             |             |        |        |
|                          | Emmanuel Cappelaere | DVC      |        |              |              |             |             |        |        |
|                          | Bertrand Pancher    | Utiles   |        |              |              |             |             |        |        |
|                          | Gilles Latour       | DVD      |        |              |              |             |             |        |        |
|                          |                     |          |        |              |              |             |             |        |        |
| Exprimés                 |                     |          |        |              |              |             |             |        |        |
| Votes blancs             |                     |          |        |              |              |             |             |        |        |
| Votes nuls               |                     |          |        |              |              |             |             |        |        |
| Total                    | Total               | Total    | Total  |              | 100          |             | 100         | 33     | 22     |
| Absentions               |                     |          |        |              |              |             |             |        |        |
| Inscrits / participation |                     |          |        |              |              |             |             |        |        |

### Belleville-sur-Meuse
- Maire sortante : Marie-Paule Soubrier (DVD)
- 23 sièges à pourvoir au conseil municipal (population légale 2022 : 3 023 habitants)
- 4 sièges à pourvoir au conseil communautaire (CA du Grand Verdun)

| Tête de liste | Tête de liste | Parti(s) | Nuance | Premier tour | Premier tour | Second tour | Second tour | Sièges | Sièges |
| Tête de liste | Tête de liste | Parti(s) | Nuance | Voix         | %            | Voix        | %           | CM     | CC     |
| ------------- | ------------- | -------- | ------ | ------------ | ------------ | ----------- | ----------- | ------ | ------ |

### Bouligny
- Maire sortant : Éric Bernardi (PCF)
- 19 sièges à pourvoir au conseil municipal (population légale 2022 : 2 428 habitants)
- 5 sièges à pourvoir au conseil communautaire (CC Cœur du Pays-Haut)

| Tête de liste | Tête de liste | Parti(s) | Nuance | Premier tour | Premier tour | Second tour | Second tour | Sièges | Sièges |
| Tête de liste | Tête de liste | Parti(s) | Nuance | Voix         | %            | Voix        | %           | CM     | CC     |
| ------------- | ------------- | -------- | ------ | ------------ | ------------ | ----------- | ----------- | ------ | ------ |

### Commercy
- Maire sortant : Jean-Philippe Vautrin (DVD)
- 29 sièges à pourvoir au conseil municipal (population légale 2022 : 5 332 habitants)
- 15 sièges à pourvoir au conseil communautaire (CC Commercy - Void - Vaucouleurs)

| Tête de liste            | Tête de liste   | Parti(s) | Nuance | Premier tour | Premier tour | Second tour | Second tour | Sièges | Sièges |
| Tête de liste            | Tête de liste   | Parti(s) | Nuance | Voix         | %            | Voix        | %           | CM     | CC     |
| ------------------------ | --------------- | -------- | ------ | ------------ | ------------ | ----------- | ----------- | ------ | ------ |
|                          | Philippe Rochat | SE       |        |              |              |             |             |        |        |
|                          |                 |          |        |              |              |             |             |        |        |
| Exprimés                 |                 |          |        |              |              |             |             |        |        |
| Votes blancs             |                 |          |        |              |              |             |             |        |        |
| Votes nuls               |                 |          |        |              |              |             |             |        |        |
| Total                    | Total           | Total    | Total  |              | 100          |             | 100         | 29     | 15     |
| Absentions               |                 |          |        |              |              |             |             |        |        |
| Inscrits / participation |                 |          |        |              |              |             |             |        |        |

### Cousances-les-Forges
- Maire sortant : Francis Thirion (SE)
- 19 sièges à pourvoir au conseil municipal (population légale 2022 : 1 644 habitants)
- 5 sièges à pourvoir au conseil communautaire (CC des Portes de Meuse)

| Tête de liste | Tête de liste | Parti(s) | Nuance | Premier tour | Premier tour | Second tour | Second tour | Sièges | Sièges |
| Tête de liste | Tête de liste | Parti(s) | Nuance | Voix         | %            | Voix        | %           | CM     | CC     |
| ------------- | ------------- | -------- | ------ | ------------ | ------------ | ----------- | ----------- | ------ | ------ |

### Étain
- Maire sortant : Rémy Andrin (ÉCO)
- 23 sièges à pourvoir au conseil municipal (population légale 2022 : 3 449 habitants)
- 19 sièges à pourvoir au conseil communautaire (CC du Pays d'Étain)

| Tête de liste | Tête de liste | Parti(s) | Nuance | Premier tour | Premier tour | Second tour | Second tour | Sièges | Sièges |
| Tête de liste | Tête de liste | Parti(s) | Nuance | Voix         | %            | Voix        | %           | CM     | CC     |
| ------------- | ------------- | -------- | ------ | ------------ | ------------ | ----------- | ----------- | ------ | ------ |

### Euville
- Maire sortant : Alain Ferioli (DVD)
- 19 sièges à pourvoir au conseil municipal (population légale 2022 : 1 635 habitants)
- 4 sièges à pourvoir au conseil communautaire (CC de Commercy - Void - Vaucouleurs)

| Tête de liste | Tête de liste | Parti(s) | Nuance | Premier tour | Premier tour | Second tour | Second tour | Sièges | Sièges |
| Tête de liste | Tête de liste | Parti(s) | Nuance | Voix         | %            | Voix        | %           | CM     | CC     |
| ------------- | ------------- | -------- | ------ | ------------ | ------------ | ----------- | ----------- | ------ | ------ |

### Fains-Véel
- Maire sortant : Gérard Abbas (LR)
- 19 sièges à pourvoir au conseil municipal (population légale 2022 : 2 088 habitants)
- 3 sièges à pourvoir au conseil communautaire (CA bar-le-Duc Sud Meuse)

| Tête de liste | Tête de liste | Parti(s) | Nuance | Premier tour | Premier tour | Second tour | Second tour | Sièges | Sièges |
| Tête de liste | Tête de liste | Parti(s) | Nuance | Voix         | %            | Voix        | %           | CM     | CC     |
| ------------- | ------------- | -------- | ------ | ------------ | ------------ | ----------- | ----------- | ------ | ------ |

### Ligny-en-Barrois
- Maire sortant : Jean-Michel Guyot (DVD)
- 27 sièges à pourvoir au conseil municipal (population légale 2022 : 3 696 habitants)
- 6 sièges à pourvoir au conseil communautaire (CA Bar-le-Duc Sud Meuse)

| Tête de liste            | Tête de liste      | Parti(s) | Nuance | Premier tour | Premier tour | Second tour | Second tour | Sièges | Sièges |
| Tête de liste            | Tête de liste      | Parti(s) | Nuance | Voix         | %            | Voix        | %           | CM     | CC     |
| ------------------------ | ------------------ | -------- | ------ | ------------ | ------------ | ----------- | ----------- | ------ | ------ |
|                          | Jean-Michel Guyot, | DVD      |        |              |              |             |             |        |        |
|                          |                    |          |        |              |              |             |             |        |        |
| Exprimés                 |                    |          |        |              |              |             |             |        |        |
| Votes blancs             |                    |          |        |              |              |             |             |        |        |
| Votes nuls               |                    |          |        |              |              |             |             |        |        |
| Total                    | Total              | Total    | Total  |              | 100          |             | 100         | 27     | 6      |
| Absentions               |                    |          |        |              |              |             |             |        |        |
| Inscrits / participation |                    |          |        |              |              |             |             |        |        |

### Montmédy
- Maire sortant : Pierre Léonard (SE)
- 19 sièges à pourvoir au conseil municipal (population légale 2022 : 2 018 habitants)
- 12 sièges à pourvoir au conseil communautaire (CC du Pays de Montmédy)

| Tête de liste | Tête de liste | Parti(s) | Nuance | Premier tour | Premier tour | Second tour | Second tour | Sièges | Sièges |
| Tête de liste | Tête de liste | Parti(s) | Nuance | Voix         | %            | Voix        | %           | CM     | CC     |
| ------------- | ------------- | -------- | ------ | ------------ | ------------ | ----------- | ----------- | ------ | ------ |

### Revigny-sur-Ornain
- Maire sortant : Pierre Burgain (PS)
- 23 sièges à pourvoir au conseil municipal (population légale 2022 : 2 600 habitants)
- 11 sièges à pourvoir au conseil communautaire (CC du Pays de Revigny-sur-Ornain)

| Tête de liste | Tête de liste | Parti(s) | Nuance | Premier tour | Premier tour | Second tour | Second tour | Sièges | Sièges |
| Tête de liste | Tête de liste | Parti(s) | Nuance | Voix         | %            | Voix        | %           | CM     | CC     |
| ------------- | ------------- | -------- | ------ | ------------ | ------------ | ----------- | ----------- | ------ | ------ |

### Saint-Mihiel
- Maire sortant : Xavier Cochet (MoDem)
- 27 sièges à pourvoir au conseil municipal (population légale 2022 : 3 848 habitants)
- 17 sièges à pourvoir au conseil communautaire (CC du Sammiellois)

| Tête de liste | Tête de liste | Parti(s) | Nuance | Premier tour | Premier tour | Second tour | Second tour | Sièges | Sièges |
| Tête de liste | Tête de liste | Parti(s) | Nuance | Voix         | %            | Voix        | %           | CM     | CC     |
| ------------- | ------------- | -------- | ------ | ------------ | ------------ | ----------- | ----------- | ------ | ------ |

### Stenay
- Maire sortant : Stéphane Perrin (DVD)
- 19 sièges à pourvoir au conseil municipal (population légale 2022 : 2 428 habitants)
- 15 sièges à pourvoir au conseil communautaire (CC du Pays de Stenay et du Val Dunois)

| Tête de liste | Tête de liste | Parti(s) | Nuance | Premier tour | Premier tour | Second tour | Second tour | Sièges | Sièges |
| Tête de liste | Tête de liste | Parti(s) | Nuance | Voix         | %            | Voix        | %           | CM     | CC     |
| ------------- | ------------- | -------- | ------ | ------------ | ------------ | ----------- | ----------- | ------ | ------ |

### Thierville-sur-Meuse
- Maire sortant : Claude Antion (DVD)
- 23 sièges à pourvoir au conseil municipal (population légale 2022 : 3 168 habitants)
- 4 sièges à pourvoir au conseil communautaire (CA du Grand Verdun)

| Tête de liste            | Tête de liste  | Parti(s) | Nuance | Premier tour | Premier tour | Second tour | Second tour | Sièges | Sièges |
| Tête de liste            | Tête de liste  | Parti(s) | Nuance | Voix         | %            | Voix        | %           | CM     | CC     |
| ------------------------ | -------------- | -------- | ------ | ------------ | ------------ | ----------- | ----------- | ------ | ------ |
|                          | Raphaël Chazal | DVD      |        |              |              |             |             |        |        |
|                          |                |          |        |              |              |             |             |        |        |
| Exprimés                 |                |          |        |              |              |             |             |        |        |
| Votes blancs             |                |          |        |              |              |             |             |        |        |
| Votes nuls               |                |          |        |              |              |             |             |        |        |
| Total                    | Total          | Total    | Total  |              | 100          |             | 100         | 23     | 4      |
| Absentions               |                |          |        |              |              |             |             |        |        |
| Inscrits / participation |                |          |        |              |              |             |             |        |        |

### Vaucouleurs
- Maire sortant : Alexis Cochener (DVC)
- 19 sièges à pourvoir au conseil municipal (population légale 2022 : 1 916 habitants)
- 4 sièges à pourvoir au conseil communautaire (CC de Commercy - Void - Vaucouleurs)

| Tête de liste | Tête de liste | Parti(s) | Nuance | Premier tour | Premier tour | Second tour | Second tour | Sièges | Sièges |
| Tête de liste | Tête de liste | Parti(s) | Nuance | Voix         | %            | Voix        | %           | CM     | CC     |
| ------------- | ------------- | -------- | ------ | ------------ | ------------ | ----------- | ----------- | ------ | ------ |

### Verdun
- Maire sortant : Samuel Hazard (PS)
- 33 sièges à pourvoir au conseil municipal (population légale 2022 : 16 610 habitants)
- 26 sièges à pourvoir au conseil communautaire (CA du Grand Verdun)

| Tête de liste            | Tête de liste | Parti(s) | Nuance | Premier tour | Premier tour | Second tour | Second tour | Sièges | Sièges |
| Tête de liste            | Tête de liste | Parti(s) | Nuance | Voix         | %            | Voix        | %           | CM     | CC     |
| ------------------------ | ------------- | -------- | ------ | ------------ | ------------ | ----------- | ----------- | ------ | ------ |
|                          | Pierre Baron, | SE       |        |              |              |             |             |        |        |
|                          |               |          |        |              |              |             |             |        |        |
| Exprimés                 |               |          |        |              |              |             |             |        |        |
| Votes blancs             |               |          |        |              |              |             |             |        |        |
| Votes nuls               |               |          |        |              |              |             |             |        |        |
| Total                    | Total         | Total    | Total  |              | 100          |             | 100         | 33     | 26     |
| Absentions               |               |          |        |              |              |             |             |        |        |
| Inscrits / participation |               |          |        |              |              |             |             |        |        |

### Vigneulles-lès-Hattonchâtel
- Maire sortant : Jean-Claude Zingerle (SE)
- 19 sièges à pourvoir au conseil municipal (population légale 2022 : 1 581 habitants)
- 10 sièges à pourvoir au conseil communautaire (CC Côtes de Meuse - Woëvre)

| Tête de liste | Tête de liste | Parti(s) | Nuance | Premier tour | Premier tour | Second tour | Second tour | Sièges | Sièges |
| Tête de liste | Tête de liste | Parti(s) | Nuance | Voix         | %            | Voix        | %           | CM     | CC     |
| ------------- | ------------- | -------- | ------ | ------------ | ------------ | ----------- | ----------- | ------ | ------ |

### Void-Vacon
- Maire sortante : Sylvie Rochon (DVC)
- 19 sièges à pourvoir au conseil municipal (population légale 2022 : 1 606 habitants)
- 4 sièges à pourvoir au conseil communautaire (CC de Commercy - Void - Vaucouleurs)

| Tête de liste | Tête de liste | Parti(s) | Nuance | Premier tour | Premier tour | Second tour | Second tour | Sièges | Sièges |
| Tête de liste | Tête de liste | Parti(s) | Nuance | Voix         | %            | Voix        | %           | CM     | CC     |
| ------------- | ------------- | -------- | ------ | ------------ | ------------ | ----------- | ----------- | ------ | ------ |